# 前神寺
前神寺（まえがみじ）は、愛媛県西条市洲之内にある真言宗石鈇派総本山の寺院。石鈇山（いしづちさん）、金色院（こんじきいん）と号する。本尊は阿弥陀如来。四国八十八箇所第六十四番札所。日本七霊山の1つ、霊峰石鎚山 (1982m) の麓に位置する。
- ご本尊真言：おん あみりた ていぜい からうん
- ご詠歌：前は神後（うしろ）は仏（ほとけ）極楽の　よろずの罪をくだくいしづち
- 納経印：当寺本尊、奥前神寺石鈇山蔵王大権現、四国(東予)七福神・寿老人

## 概要

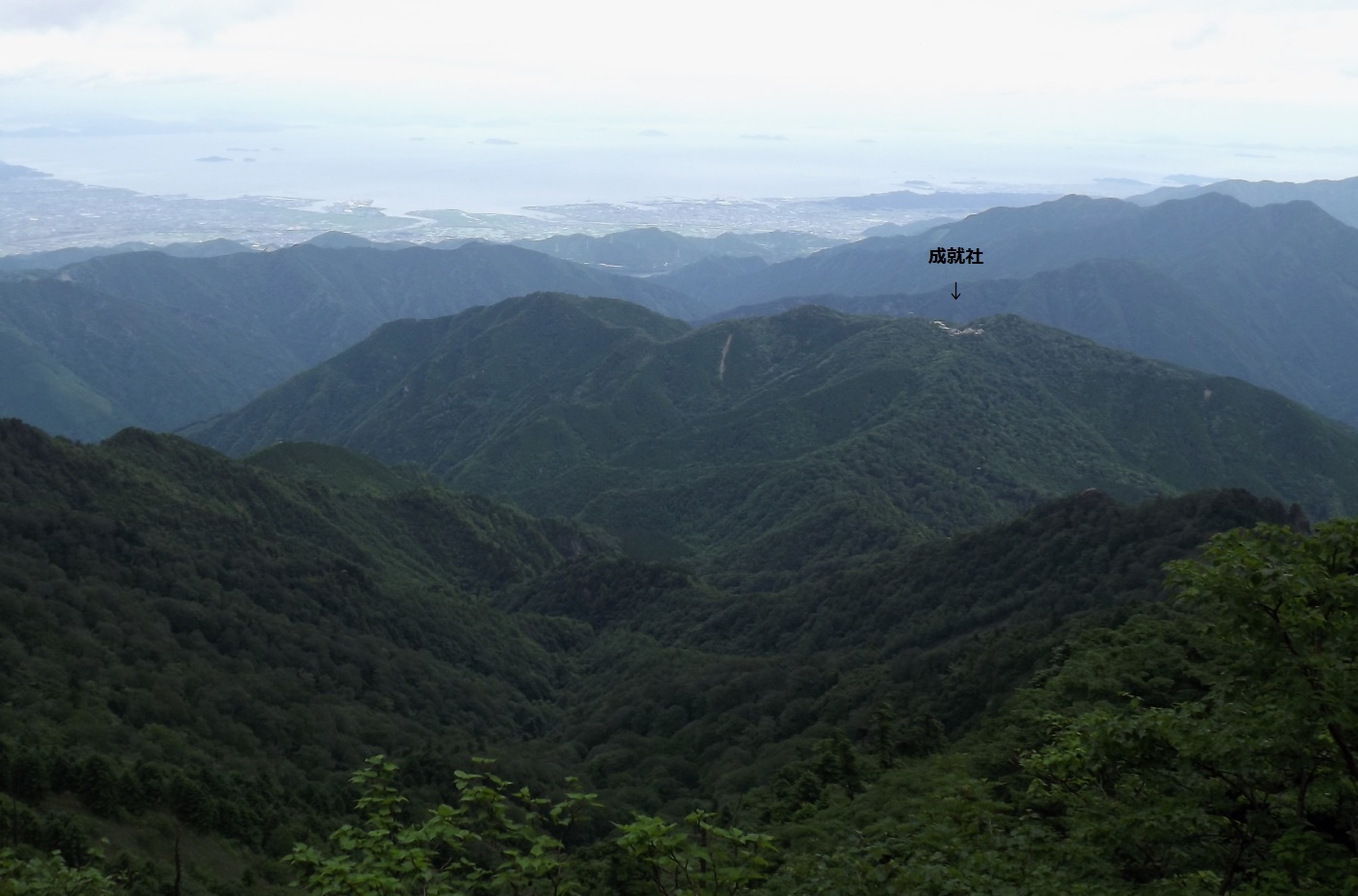
成就社

西日本最高峰石鎚山の7合目標高1,400 mにあり、発祥より千年法灯を守ってきた山岳寺院であったが、江戸時代以降の変遷により、麓の西田（標高50 m付近）に本拠を移すも、その後の神仏分離令により廃寺の憂き目に遭あったが苦難の末再興し現在の隆盛に繋げている。本堂前での柴燈護摩は節分・お山開き開闢・閉闢の年三回あり、さらにお山開き開闢時には石鎚登山ロープウェイ下谷駅前でも行なわれる。

## 歴史
役の行者（役小角）が石鎚山の頂上を目指すもあまりの厳しさで諦めて下山しようとしたとき、斧（鈇）を砥石で磨ぐ老人に出会い、行者が問うと曰く「之は磨いて針にするのだ」と、この言葉に行者は挫折してはならない「為せば成る」と自分に言い聞かせ再び頂上に向かい、ついには登り着き修行を続けると釈迦如来と阿弥陀如来が衆生の苦しみを救済するため合体し石鈇蔵王権現となって現れたのを感得した。その後、行者が当地（現在は石鎚神社中宮成就社のある場所）まで下山してきたとき「わが願い成就せり」と云ったといわれる。そして、その尊像を彫って祀ったのが当寺の開基とされている。
後に石仙（しゃくせん）が当地に堂を建て常住舎と云われた。そして、弟子の寂仙が山頂への登山道を整備した。桓武天皇（782年〜805年）が病気を患った時、常住舎で平癒の祈願をし成就したことによって当地に七堂伽藍が建てられ勅願寺とし「金色院前神寺」の称号を下賜され、石仙には菩薩号を賜ったと伝えられる。さらに空海（弘法大師）が19歳（793年頃）の時に石峯（石鎚山）に跨りてと『三教指帰』に自ら記しているように当山で修行をし、後年、当寺を巡錫している。また、文徳天皇、高倉天皇、後鳥羽天皇、順徳天皇、後醍醐天皇など多くの歴代天皇の信仰が厚かったことでも知られ、当寺（常住）に1591年伊予の領主となった福島正則が参籠した。徳川家にも崇敬され1610年豊臣秀頼が神殿を修築、福島正則がその普請奉行となる。そして、西条藩主・小松藩主も厚く遇した。なお、当寺は山頂の弥山に存在する石鈇蔵王権現社（現在の石鎚神社奥宮頂上社）の別当寺で、東の遥拝所でもあった。
江戸時代初期には、札所としての便宜をはかるため麓の橘郷に出張所として里寺納経所で通称里前神寺（現在の石鎚神社口之宮本社の場所）を設置したため、本寺を通称として奥前神寺と呼ぶようになった。真念の『四国遍路道指南（1687年刊）』には、里前神寺は前札所で本札所は麓より12里の石づち山前神寺（奥前神寺）と書かれていて、寂本の『四国遍礼霊場記（1689年刊）』には、奥前神寺は本堂護摩堂その他堂宇相連なり本社は拝殿釣殿奥殿の重層で多数の摂社がありと壮大な伽藍であったことを表している。なお、奥前神寺から山頂弥山への登拝は、6月1日から3日の三日間しか許されていなかった。1657年西条藩主一柳直興が里前神寺に仏殿を建立し、西条藩主になった松平家の信仰も集め松平頼純は寛文10年（1670年）東照宮を里前神寺にまつり、高三石を寄附し、三つ葉葵を寺紋とすることを許した。1752年には徳川家重が1778年には徳川家治が、里前神寺に厄除け祈祷を命じたと記録がある。

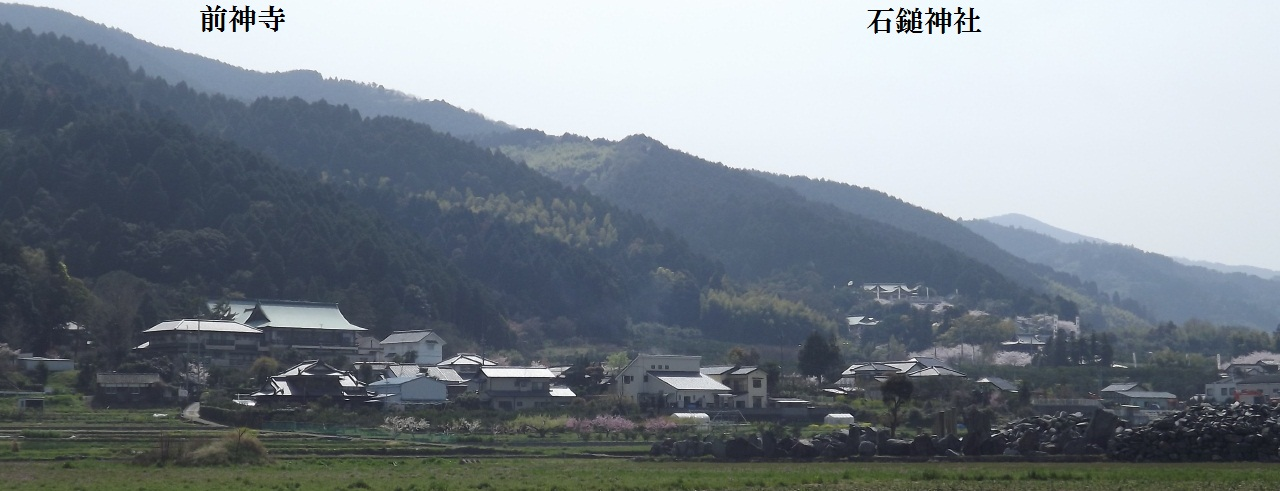
前神寺と石鎚神社

明治初年の神仏分離令により神仏混淆を禁止し権現号菩薩号が廃止、明治8年に廃寺となるも明治12年に檀家などにより復興願いが出され、「前上寺（ぜんじょうじ）」の名を使うことで再興、明治22年（1889年）前神寺の旧称に復した。奥前神寺は、今宮道の最終地点に再興され、さらに石鎚登山ロープウェイの開通（1969年開業）の翌年に山上駅の上の現在地に移転される。
昭和22年（1947年）御室派から独立、真言宗石鈇派の総本山となった。
その後、本堂は本尊とともに火災で焼失、昭和47年（1972年）本堂は再建され、本尊も新造された。その本尊は古来より秘仏。

## 境内
- 本堂：入母屋造で屋根は青い銅板葺き。本尊は蔵王権現の本地仏である阿弥陀如来立像で秘仏。四国(東予)七福神の寿老人を合祀。
- 石鈇権現堂：石鈇山蔵王大権現を祀る。三体の権現像が毎月一度開帳され、加持される。12月と1月以外は本堂に祀っており権現堂には蔵王権現は不在。真言は「おんばざらくしゃ あらんじゃうん」
- 薬師堂：本尊薬師如来は秘仏、向かって左脇陣には賓頭盧像。
- 護摩堂：毎月20日護摩が焚かれる。
- お滝不動：大師堂右の石段を登った場所にあり、滝打修行が行われていた。現在は水量も乏しく、1円玉を投げて滝下の岩肌に張り付くとご利益があるといわれる。
- 弁財天祠
- 稲荷社祠

浄土橋
- 十三仏像（舟形石仏）
- 水子地蔵菩薩像（鋳造像）
- 修行大師像（レリーフ石像）
- 金毘羅堂（小堂）
- 穴薬師（側面に掘られた祠）
- 大師堂：全身真っ黒い大師像。玉眼。不定期で拝観できる。
- 鐘楼堂
- 庫裡・納経所

極楽橋
- 句碑：白象（高野山元管長森寛紹）「石鎚の麓の寺の秋遍路」が山側にあり、小林一茶「御百度や花より出て花尓入」が向かいにある。
- 駐車場：30台、大型5台、無料。
- 山門（惣門）

惣門をくぐって参道を進み左に折れて薬師谷川をわたると右手に手水場、鐘楼が左手に庫裏・納経所がある。そして右に折れると左に大師堂、穴薬師が右には金毘羅堂、修行大師像、水子地蔵菩薩像が並び、浄土橋を渡ると右に水が滴り落ちるお滝不動明王像、弁財天祠、稲荷社祠がある。石段を上がるとすぐに護摩堂、薬師堂があって、最も奥に本堂が建つ。本堂右の丘に石鉄権現堂がある。参道の鬱蒼とした杉・檜の木立や古い灯籠が何基も立ち並ぶ境内には、老樹が生い茂り、深山幽谷の佇まいを見せている。
- 新四国八十八：明治25辰年3月21日開設。64番は石鈇権現堂への石段下。本堂背後の薬師谷川の砂防ダムの石段を上がった右斜面に88番その先に1番から順に上がって行きぐるっと回って不動堂右奥に63番へと下りてくる。65番以降は大師堂左背後の境内進入口から山の上へ上がって行くと順打ちである。
- 宿坊：無し

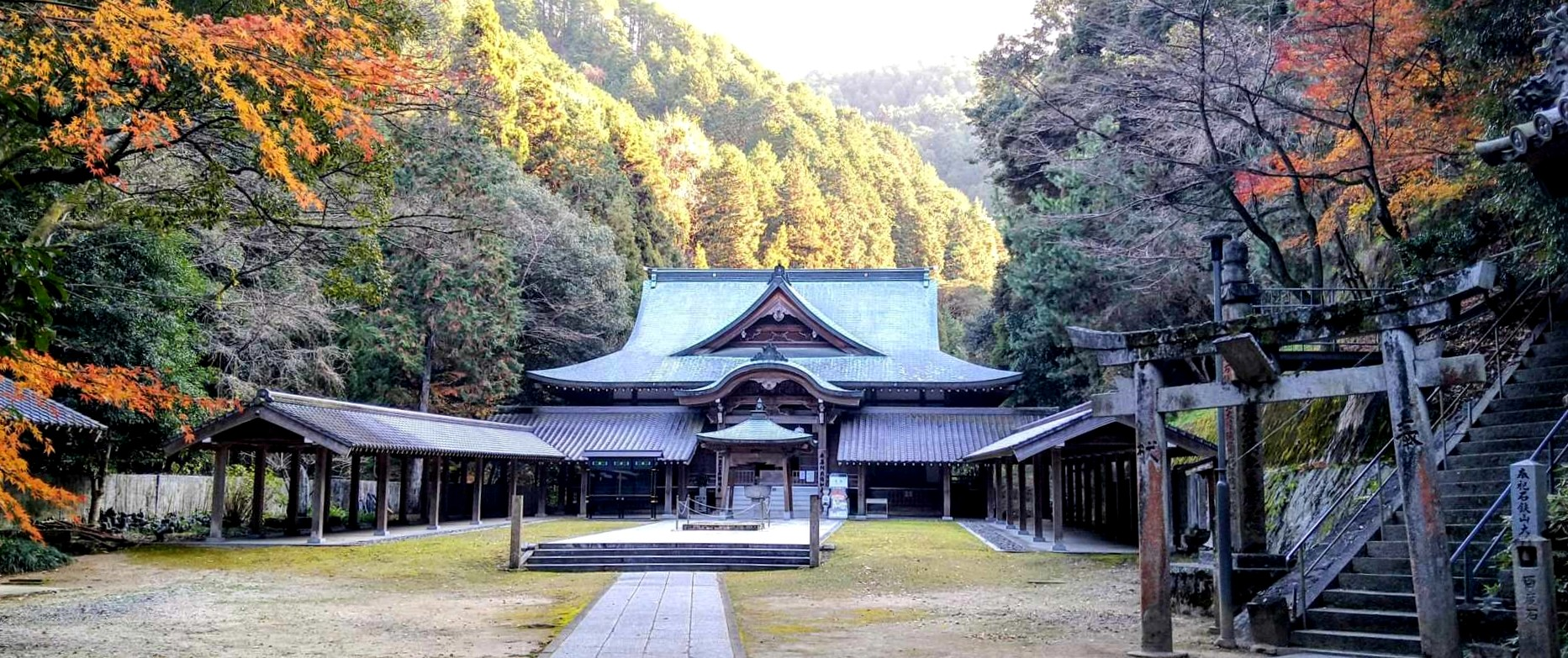
権現堂は本堂の右上
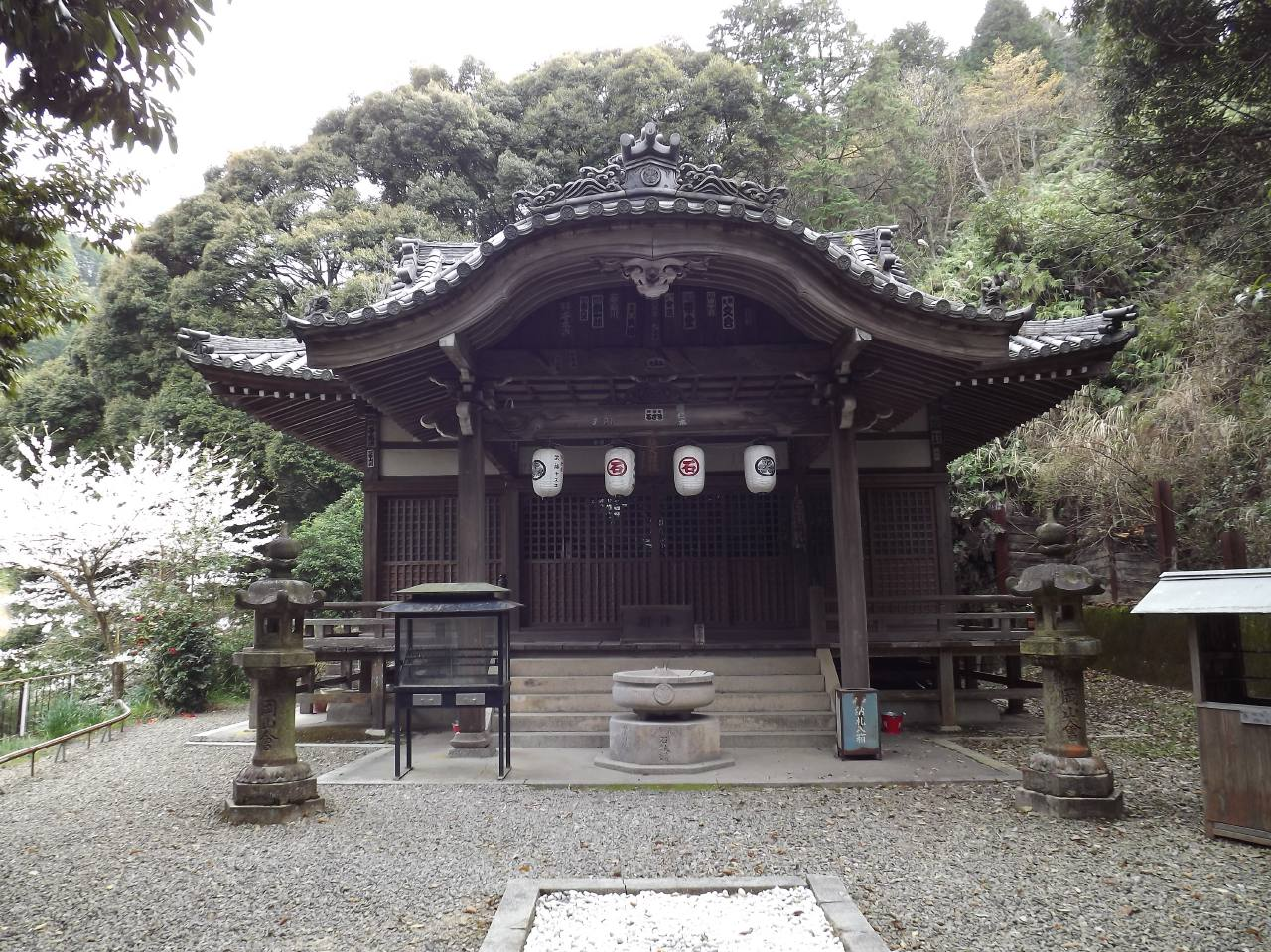
石鈇権現堂
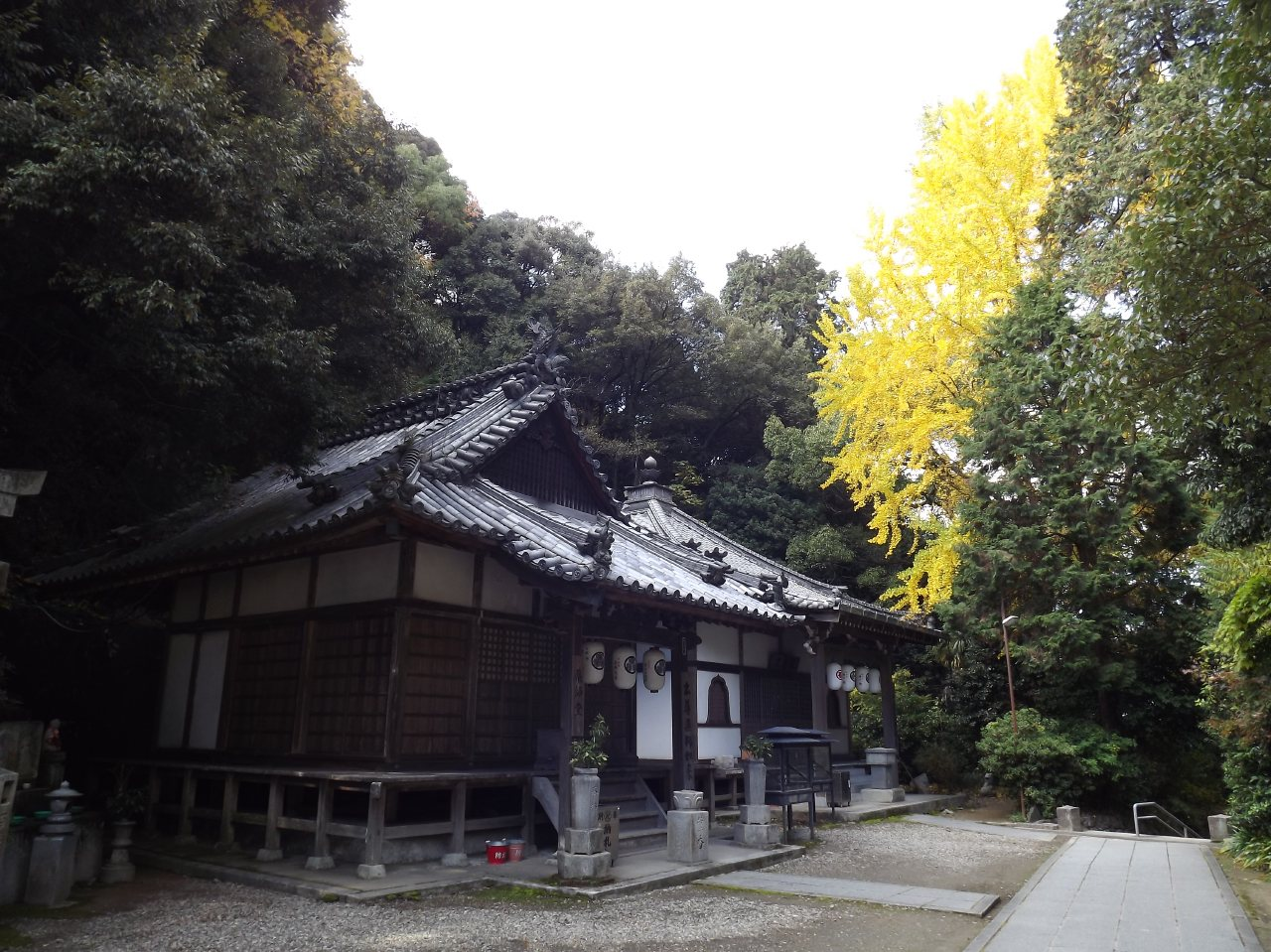
薬師堂（左）と護摩堂
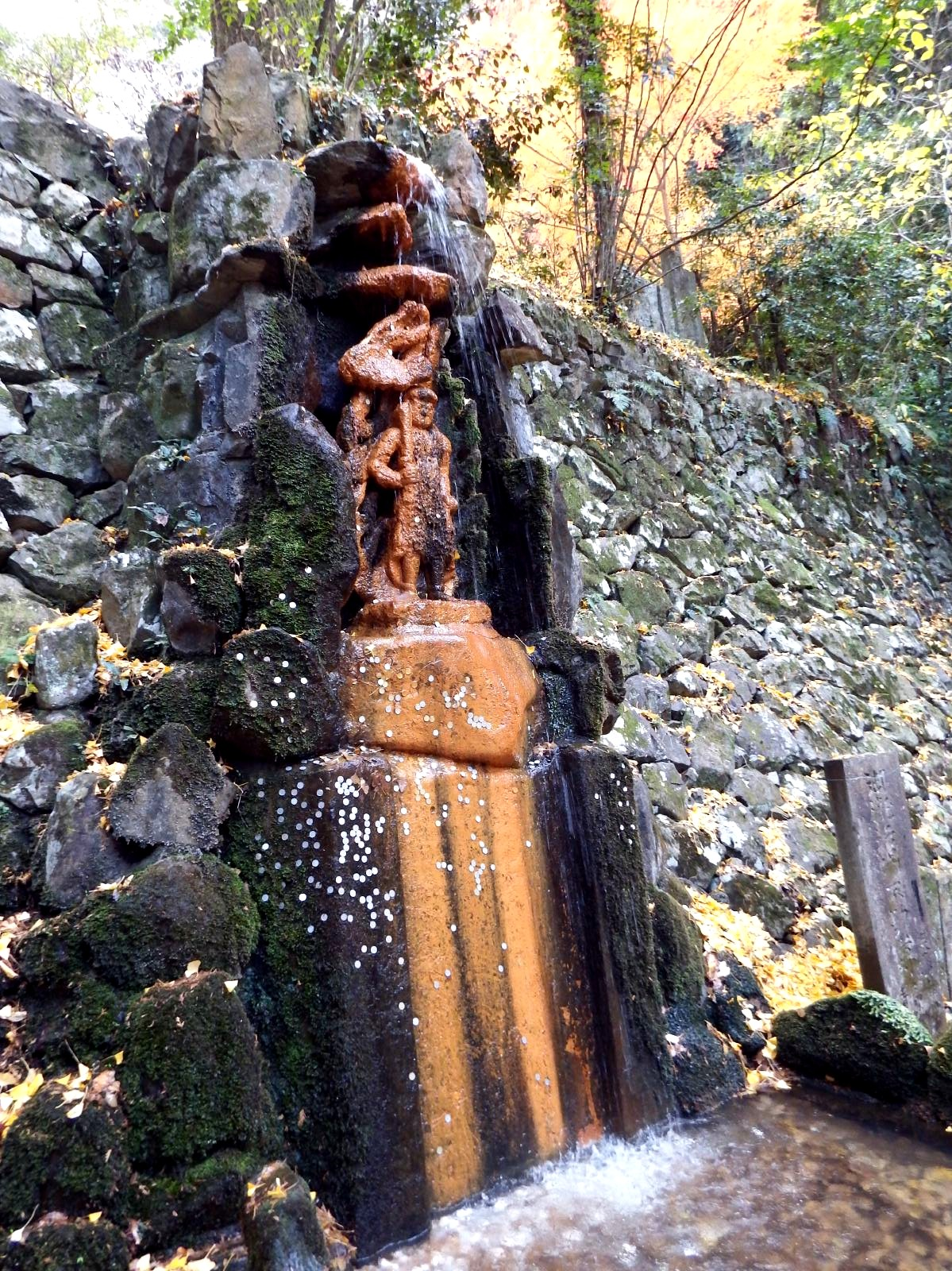
お滝不動尊
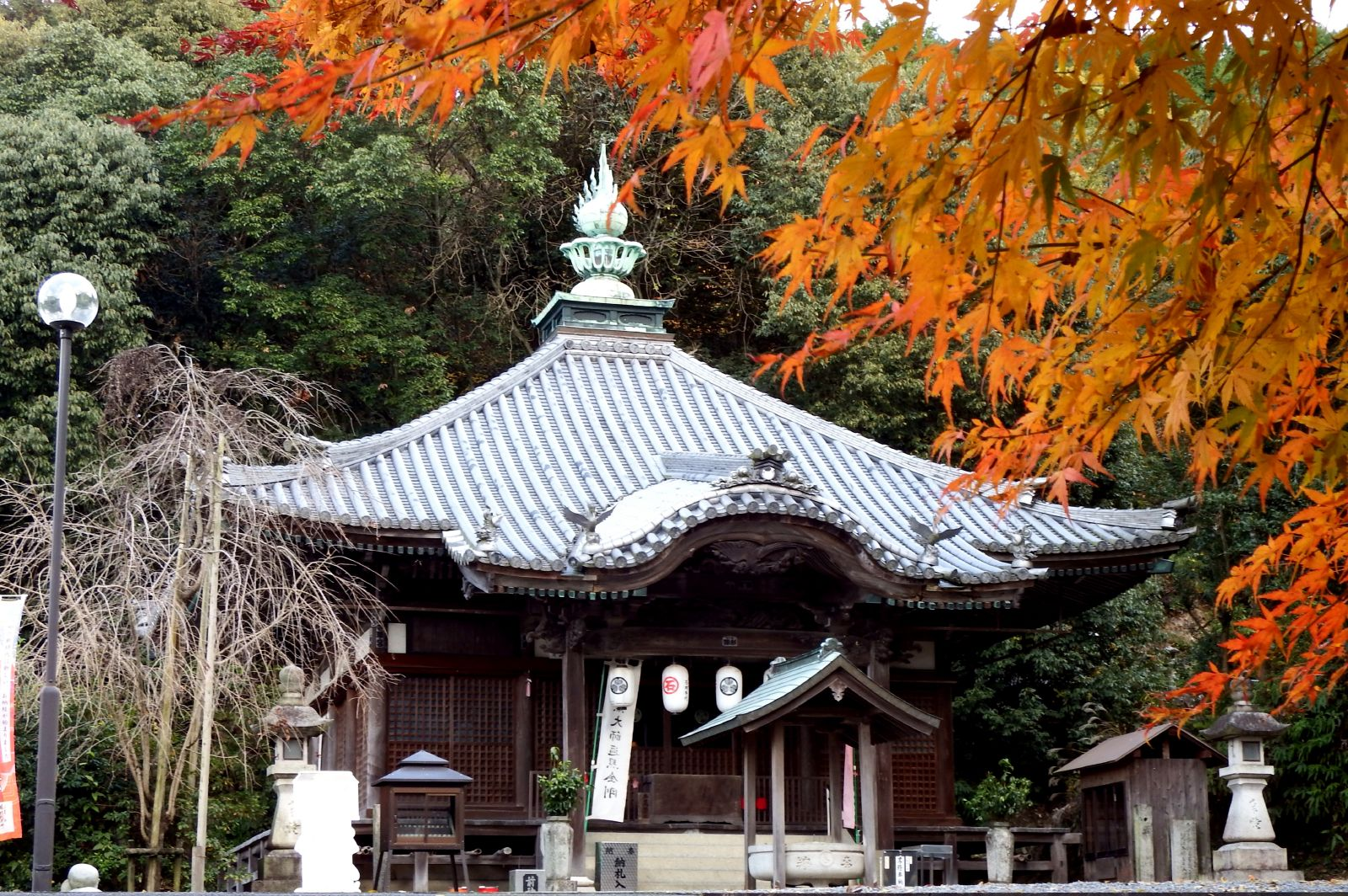
大師堂
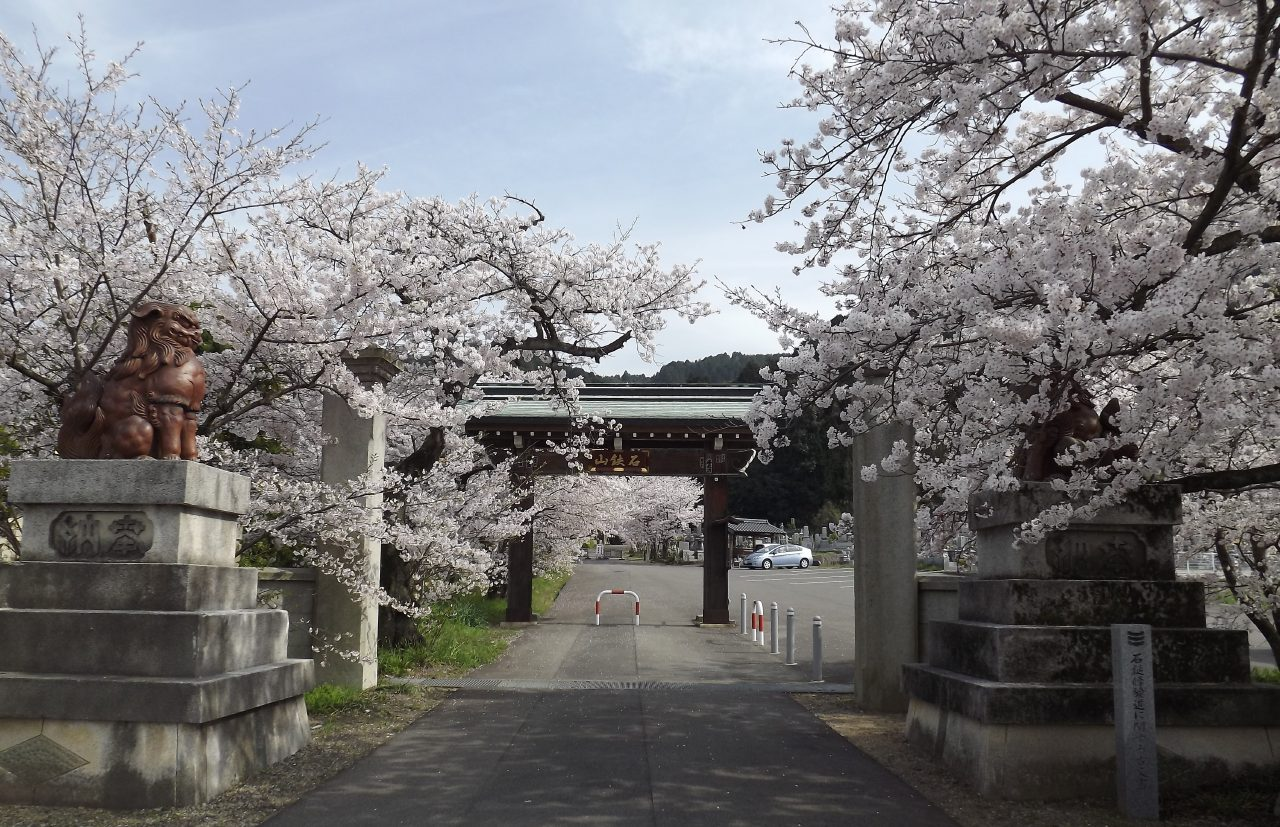
桜満開の山門付近
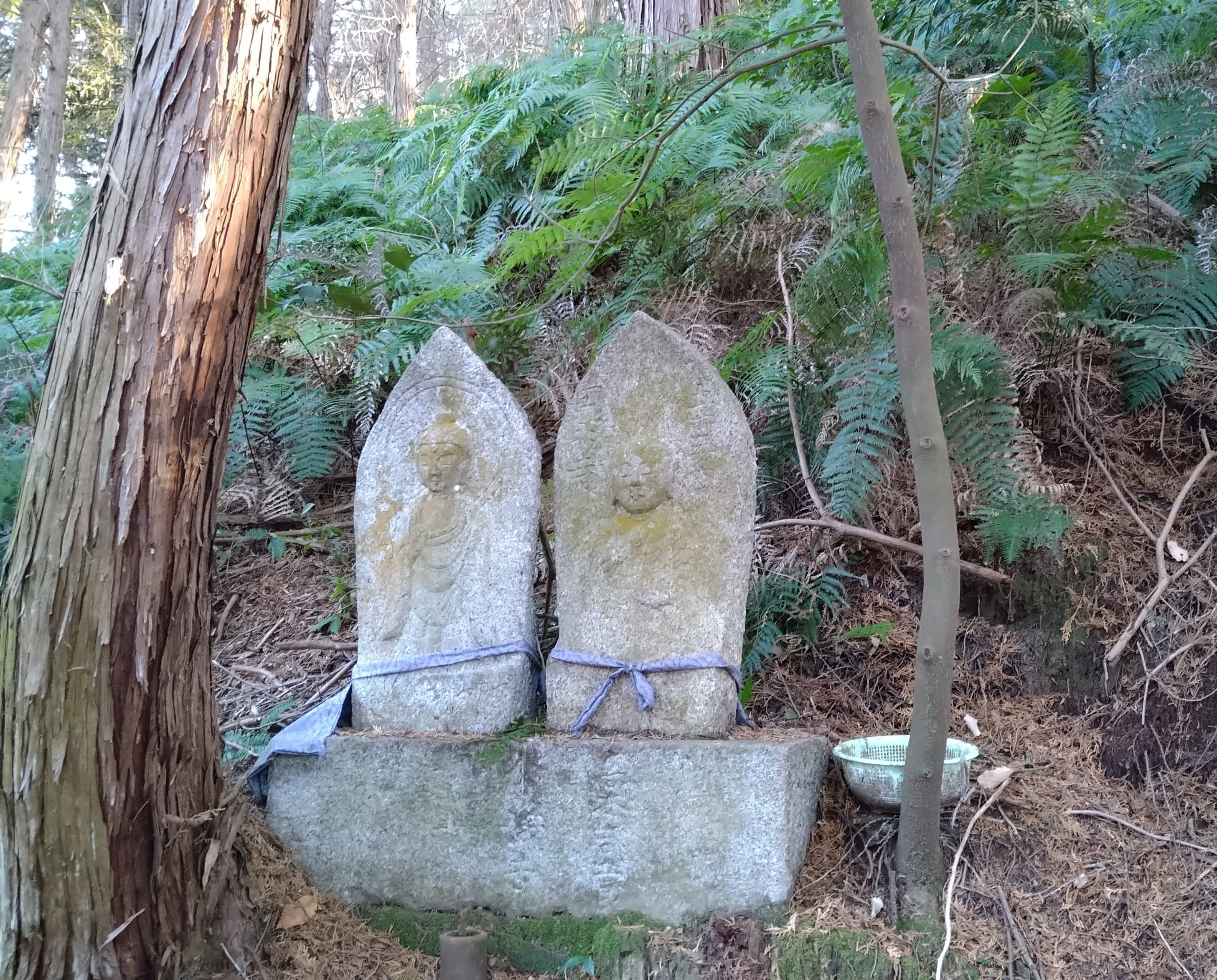
新四国

## 文化財
西条市指定書跡
- 石鎚修験道に関する古文書　今から約二百年余前の文書　昭和51年3月10日指定
  - 横峯寺出入（御室御所ご裁許後道後先達中の披露の節定書）：巻物一巻
  - 修験道に関する綴：一冊

## 行事
毎月20日 権現様縁日
石鉄権現堂で、20時00分から開帳される3体の蔵王権現に体の悪い部分をこすりつけて病気平癒を祈願する。
御開帳後は護摩堂にて護摩祈祷で御縁日を締めくくる。
7月1日からの10日間 山開き
6月30日午前7時に前神寺本堂前で柴灯護摩を催行後、開創以来脈々と受け継がれた三体の権現様と一緒に信者達はバスで石鎚山ロープウェイ下谷駅に向かう。
午前9時ごろ下谷駅の後方広場で柴灯護摩を行い、ロープウェイで山上駅へ上がり奥前神寺に到着後、権現様の御開帳が行われ午前10時頃には本日の行事は終了。
7月1日から10日は、奥前神寺で朝5時より護摩が焚かれ参拝者を迎え入れる。この期間は志料で権現様の開帳を受けることができ、特別護摩も随時催行される。
7月11日午前6時に奥前神寺を出発した権現様と信者達はロープウェイで下山。一方、前神寺を午前6時にバスで山に向かった信者達と下谷駅で合流後、3つの唐櫃（からびつ）に入れられた権現像を担ぎ黒瀬峠を越え前神寺へ列をなし約22 kmを歩いて帰る。途中、御旅所で待ち構えた一般信徒は拝戴を受ける。帰寺後、待ち構えた信徒たちと昼頃本堂前で柴燈護摩が行われる。

## 交通案内
鉄道
- 四国旅客鉄道（JR四国）予讃線 – 石鎚山駅 下車 (0.7 km)

バス
- せとうちバス 新居浜駅～今治営業所線、マイントピア別子～周桑営業所線[注釈 3]、〈特急〉新居浜駅～JR松山駅線[注釈 4]「石鎚神社」バス停下車 (0.5 km)

道路
- 一般道：国道11号 石鎚温泉 (0.3 km)
- 自動車道：松山自動車道 いよ小松IC (10.1 km)

## 奥の院
奥前神寺
成就から今宮道の終点近くの今宮道に面した所に奥前神は移されていたが、ロープウェイ開通により、山上駅（標高1,280 m）から約0.2 km上方に翌年、現在の場所（標高1,310 m付近）にお堂が建設される。その以前の場所には現在、前神寺コテージが建っている。
- 本尊：石鈇山蔵王大権現
- 納経印：7月1日から10日までの山開きの間は寺人が常駐して納経を行う。その他の期間は里の当寺にて。なお、現地で納経すると天狗印が追加される。
- 所在地：愛媛県西条市小松町石鎚417 （奥前神寺）

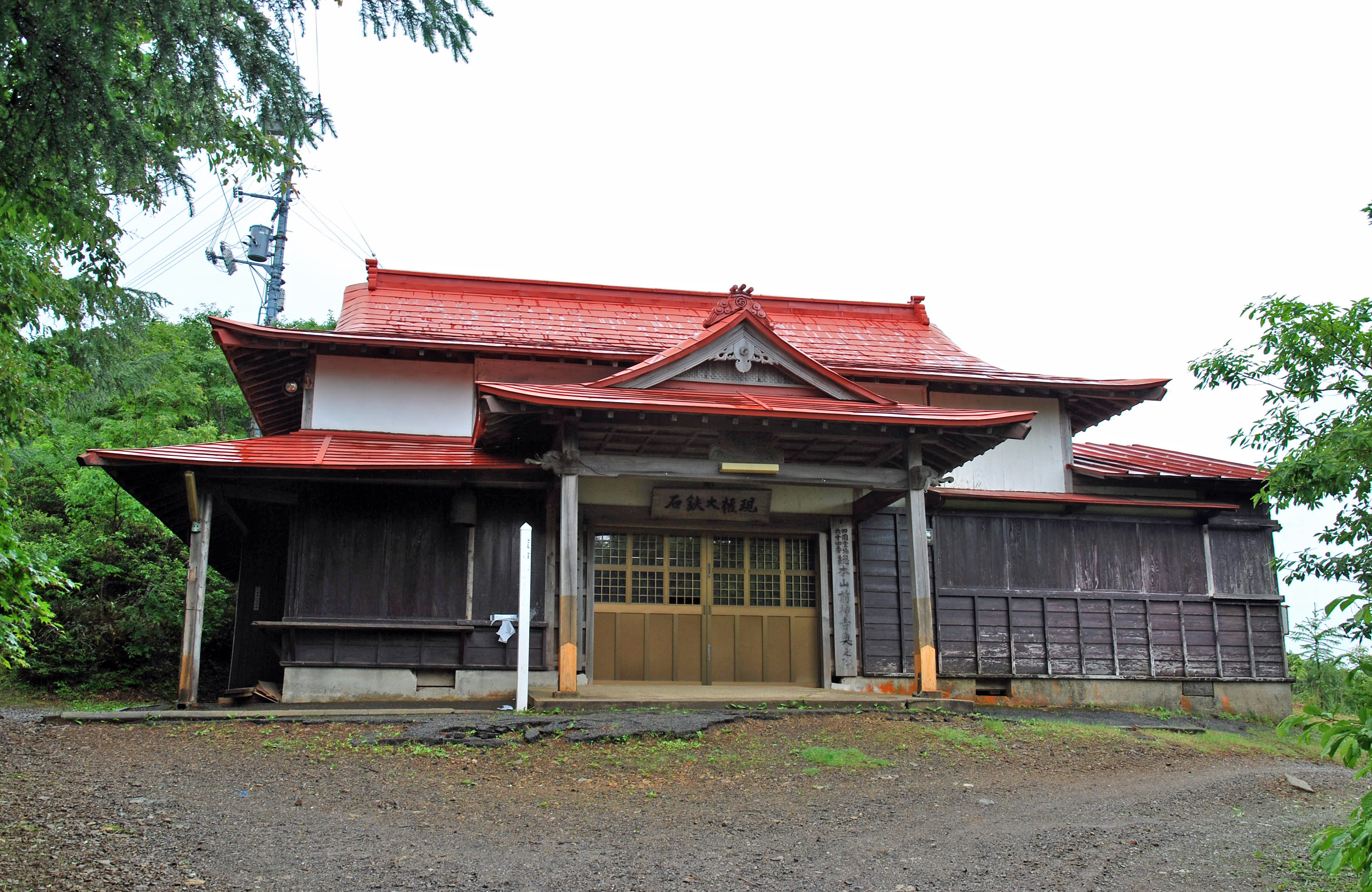
奥前神寺
前神寺コテージ

## 子院
- 藤田寺：岡山県岡山市藤田1077-2
- 神山寺：福岡県北九州市八幡東区神山町10番

## 前後の札所
四国八十八箇所
63 吉祥寺 --(3.2 km)-- 64  前神寺 --(45.2 km)-- 65 三角寺

## 周辺情報

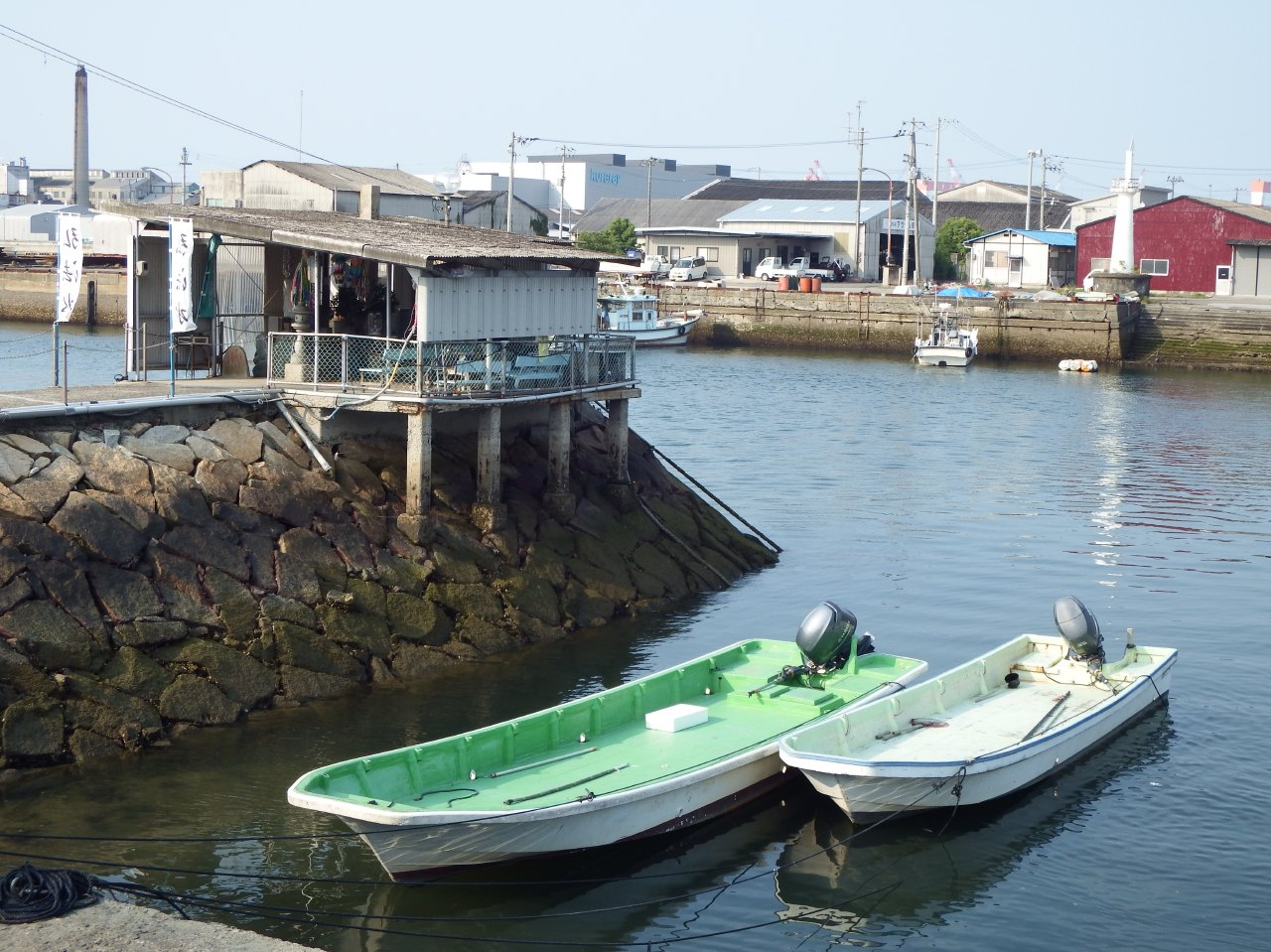
西条市の弘法水

- 弘法水：海中から真水が湧いている。（弘法水）
- 石鎚神社
- 湯之谷温泉
- 石鎚スカイライン
- 面河渓